# Kijk eens op de doos
Kijk eens op de doos was een Vlaamse absurd-satirische televisiereeks in 13 delen die voor het eerst op Canvas werd uitgezonden op 6 december 2002. Ze werd genomineerd voor de Plateauprijs 2004 in de categorie Beste Vlaamse televisiekomedie.
Kijk eens op de doos is de minder zwarte en aldus toegankelijker opvolger van Patrick De Wittes eerste televisiekomedie Spike. De titel verwijst naar een running gag in de serie, gekenmerkt door grappen zonder pointe, vergelijkbaar met The Fast Show. Daarnaast was het ook een hommage aan de voornaam van een van de Witte's favoriete komieken: Spike Milligan.
Het personage Plantman (een man die gesprekken voert met zijn plantgoed, gespeeld door Damiaan De Schrijver) komt in meerdere humorcompilaties voor, onder andere in Het beste van 10 jaar Canvas en Kijk eens op de podcast (september 2006) van De Standaard.
De reeks werd opnieuw uitgezonden in het voorjaar van 2012 door Canvas.